# Речки 2 (Псковская область)
Ре́чки 2 — деревня в Карамышевской волости Псковского района Псковской области России.
Расположена в 2 км к северо-востоку от волостного центра, села Карамышево, и в 28 км к востоку от Пскова. В 0,5 км к западу находится деревня Речки 1.
| 2001 | 2002 | 2010 |
| ---- | ---- | ---- |
| 58   | ↘47  | ↘31  |